# 河崎村 (新潟県)
河崎村（かわさきむら）は、かつて新潟県佐渡郡にあった村。

## 地理
- 島嶼:佐渡島

## 沿革
- 1889年（明治22年）4月1日 - 町村制施行に伴い加茂郡河崎村が村制施行し、河崎村が発足。
- 1896年（明治29年）4月1日 - 郡の統合により佐渡郡に所属[1]。
- 1901年（明治34年）11月1日 - 佐渡郡明治村、富岡村、吾潟村と合併し、河崎村を新設。
- 1954年（昭和29年）11月3日 - 佐渡郡両津町、加茂村、水津村、岩首村、内海府村、吉井村（一部）と合併し、市制施行して両津市となり消滅。